# Alfred Benzon (1855-1932)
 For alternative betydninger, se Alfred Benzon (flertydig). (Se også artikler, som begynder med Alfred Benzon)
Bøje Peter Lorenz Alfred Benzon (født 17. januar 1855 i København, død 21. maj 1932 sammesteds) var en dansk apoteker, fabrikejer, politiker, sejlsportsmand og marinemaler, søn af Alfred Benzon og bror til Otto Benzon. Han var far til Bøje Benzon.
Benzon blev 1873 student fra Haderslev Læreres Skole, tog året efter filosofikum, var derefter discipel i faderens apotek og tog medhjælpereksamen 1875, var derefter medhjælper på apoteket i Nykøbing Falster, studerede kemi ved Polyteknisk Læreanstalt og tog 1877 farmaceutisk kandidateksamen; i de følgende 7 år beklædte han en stilling i faderens forretning; samtidig dyrkede han malerkunst og udstillede i flere år billeder på Charlottenborg Forårsudstilling. 1884 overtog han sammen med broderen, forfatteren Otto Benzon, faderens store forretning, der omfattede apotek, fabrik, engroshandel og materialhandel. Benzon tog livligt del i offentlig virksomhed. 1896-1908 var han Borgerrepræsentant i København, 1901-03 var han medlem af Folketinget, hvor han i politisk henseende hørte til Venstrereformpartiet. Fra 1902 var han som den ene af Folketingets repræsentanter medlem af Københavns Havnebestyrelse. Fra 1894 var han formand for Danmarks Apotekerforening, var formand for De forenede Bryggerier, Nordisk Benzin Kompagni og Nordisk Plombefabrik samt bestyrelsesmedlem i mange aktieselskaber, bl.a. Den kongelige Porcelainsfabrik Aluminia, De forenede Gummi- og Luftringefabrikker, Hvalfangerselskabet Verdande, Nordisk Traad- og Kabelfabrik, Svitzers Bjergningsentreprise, dampskibsselskaberne Vulkan, Merkur med flere, medlem af Privatbankens bankråd. Benzons interesse for al slags sport var velkendt, og særlig gjorde han sit navn kendt ved sin virksomhed i Kongelig Dansk Yachtklub, hvis næstformand han var i mange år; et af Benzon udarbejdet system for måleregler, der medførte dannelsen af verdensunionen for alle landes sejlklubber (International Yacht Racing Union), er nu antaget overalt (undtagen i Nordamerika). Verdensunionen blev bestyret af en international komité på 5 medlemmer med sæde i London, og hvoraf Benzon var medlem. I nogle perioder ejede han herregården Pandum.
Han blev Ridder af Dannebrog 1894, Dannebrogsmand 1913 og Kommandør af 2. grad 1919.
Benzon var gift med Johanna f. Bissen, f. 4. juli i Rom som datter af billedhugger, professor Vilhelm Bissen.
Han er gengivet på maleriet Industriens Mænd.